# Сафан, Крейг
Крейг Сафан (англ. Craig Safan) (род. 17 декабря 1948, Лос-Анджелес, США) — американский кинокомпозитор.
Он начал свой творческий путь с документального фильма The California Reich (реж. Кейт Критчлоу и Уолтер Ф. Паркес) в 1975 году.
На сегодняшний день Крейг Сафан является композитором более 70 фильмов и сериалов. Наиболее известные из них «Майор Пэйн» (1995) и «Кошмар на улице Вязов 4: Повелитель сна» (1988).

## Фильмография
- Весёлая компания
- Выстоять и сделать
- Последний звёздный боец
- Уход в чёрное
- Майор Пэйн
- Предостережение
- Кошмар на улице Вязов 4: Повелитель сна
- Однажды ночью